# Limopsis tenella
Limopsis tenella is een tweekleppigensoort uit de familie van de Limopsidae. De wetenschappelijke naam van de soort is voor het eerst geldig gepubliceerd in 1876 door Jeffreys.